# إيه تي آر 72
إيه تي آر 72 هي طائرة إقليمية صممت من قبل إيه تي آر الفرنسية الإيطالية، وهي طائرة ثنائية المحرك، وهي نسخة مطولة للإيه تي آر 42، يصل عدد مقاعدها إلى 78 ويتألف طاقمها من طيّارين اثنين.

## المميزات

ATR 72 sideview

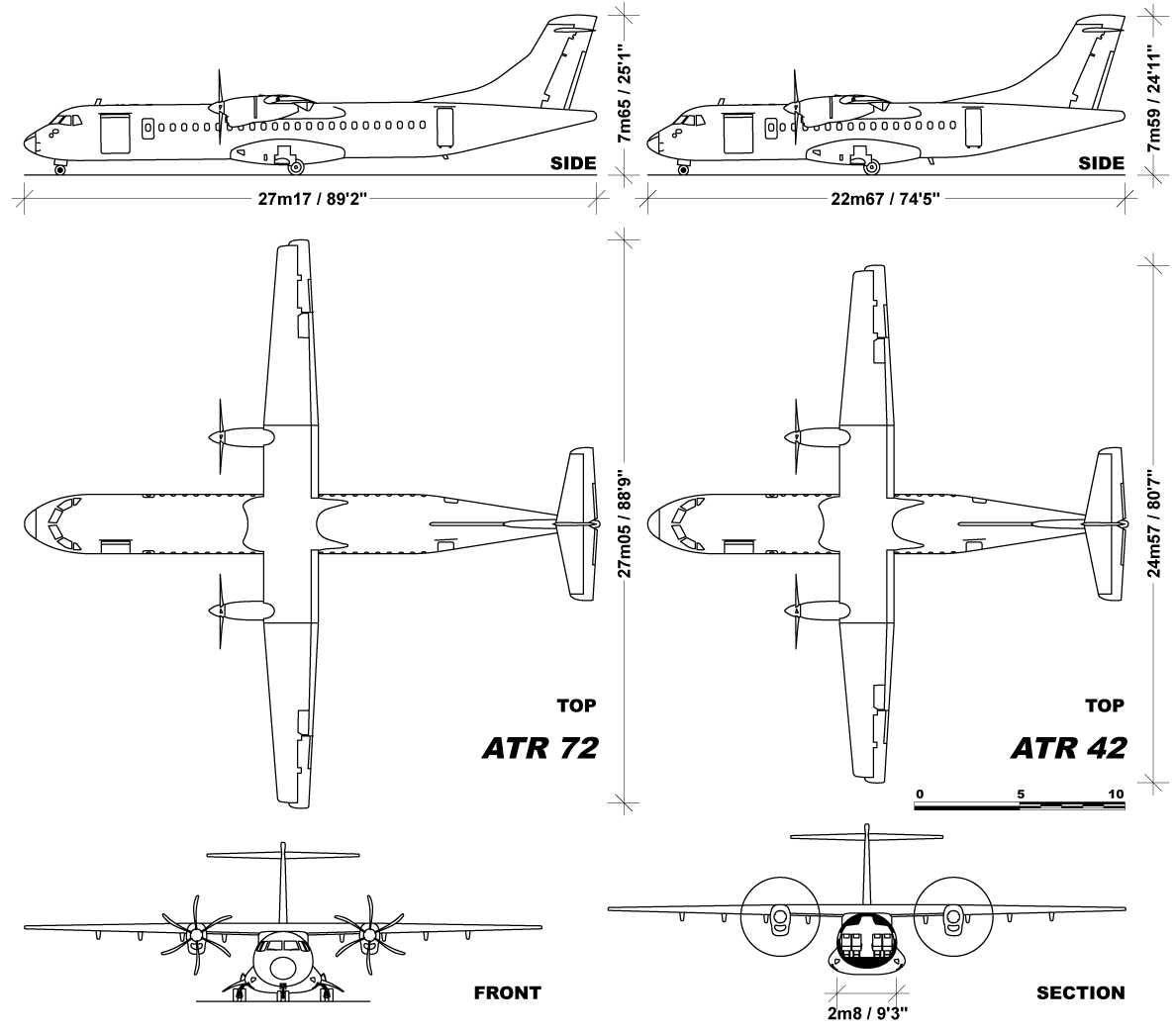
Line drawings of ATR

الخصائص العامة
- الطول:  ()
- باع الجناح:  ()
- الارتفاع:  ()

الأداء

## الطراز الأحدث
في 2 تشرين الأول/أكتوبر 2007، أعلن الرئيس التنفيذي لشركة إيه تي آر –ستيفان ماير– عن إطلاق سلسلة 600. تتميز طائرتا إيه تي آر 42 - 600 وإيه تي آر 72 - 600 بتحسينات مختلفة لزيادة الكفاءة وموثوقية الإرسال وخفض استهلاك الوقود وتكاليف التشغيل. على الرغم من تشابهها إلى حد كبير مع طراز - 500 السابق، إلا أن الاختلافات تشمل اعتماد محركات PW127M المحسّنة، وقمرة قيادة زجاجية جديدة، والعديد من التحسينات الطفيفة الأخرى.

## المستخدمون

### استخدام مدني
- طيران نسما في السعودية ومقرها الرئيسي حائل.
- الخطوط التونسية السريعة
- السورية للطيران
- الخطوط الجوية الجزائرية

### استخدام عسكري
- البحرية التركية [3][4]
- البحرية الباكستانية [5]